# (32243) 2000 OU40
2000 OU40 (asteroide 32243) é um asteroide da cintura principal. Possui uma excentricidade de 0.09747530 e uma inclinação de 9.32805º.
Este asteroide foi descoberto no dia 30 de julho de 2000 por LINEAR em Socorro.